# Celina Mikolajczak
| (5256) Farquhar     | 11 juliol 1988 |
| (5280) Andrewbecker | 11 agost 1988  |
| (26095) 1988 PU     | 10 agost 1988  |
| (30784) 1988 PO     | 11 agost 1988  |

Celina Mikolajczak   (segle XX) és una enginyera i astrònoma estatunidenca.

## Biografia
El Centre de Planetes Menors l'ha acreditat amb el descobriment de quatre asteroides, realitzat el 1988, amb la col·laboració d'altres astrònoms com Eleanor Francis Helin i Robert Francis Coker. Entre altres coses, va descobrir la supernova SN 1989N.
Mikolajczak, va fer el seu descobriment mentre treballava al programa d'estiu de la beca de recerca d'estiu de Caltech.